# IC 4241
IC 4241 ist eine Elliptische Galaxie vom Hubble-Typ E0 im Sternbild Coma Berenices am Nordsternhimmel. Sie ist schätzungsweise 314 Millionen Lichtjahre von der Milchstraße entfernt und hat einen Durchmesser von etwa 45.000 Lichtjahren.

Im selben Himmelsareal befinden sich die Galaxien NGC 5116, IC 4234, IC 4244, IC 4250.
Das Objekt wurde am 12. Juni 1895 vom französischen Astronomen Stéphane Javelle entdeckt.